# Assedio di Pensacola (1781)
L'assedio di Pensacola si svolse tra il 9 marzo e l'8 maggio 1781 nell'ambito della campagna della Costa del Golfo, parte dei più vasti eventi della guerra anglo-spagnola.
Principale centro della colonia britannica della Florida occidentale, la città di Pensacola fu assediata ai primi di marzo 1781 da una forza di truppe spagnole guidata dal governatore della Louisiana Bernardo de Gálvez y Madrid, appoggiato dal mare da una flotta congiunta franco-spagnola sotto il comando dell'ammiraglio José Solano y Bote; a dispetto delle difficili condizioni climatiche e degli attacchi delle tribù di nativi americani alleati dei britannici, gli spagnoli riuscirono a stabilire solide postazioni d'assedio intorno alle difese della città e ad assaltare con successo alcuni capisaldi importanti. Ormai alle strette e senza aiuti, al comandante della guarnigione britannica generale John Campbell non restò altro che ordinare la resa l'8 maggio 1781.

## Antefatti
Quando la Spagna dichiarò guerra al Regno Unito nel 1779, l'energico governatore della Louisiana spagnola Bernardo de Gálvez y Madrid diede immediatamente avvio a un'offensiva in direzione del possedimento britannico della Florida occidentale: nel settembre 1779 le forze spagnole si assicurarono il controllo del basso corso del fiume Mississippi grazie alla presa di Fort Bute e alla seguente capitolazione delle rimanenti forze britanniche sconfitte nella battaglia di Baton Rouge; a questi successi fece quindi seguito la cattura di Mobile al termine della battaglia di Fort Charlotte il 14 marzo 1780. Gálvez iniziò quindi a pianificare un attacco a Pensacola, capitale e porto principale della Florida occidentale, utilizzando come trampolino la recentemente catturata Mobile e facendo arrivare dei rinforzi da L'Avana; l'arrivo di rinforzi britannici a Pensacola nell'aprile 1780 spinse tuttavia il comando spagnolo a rinviare l'operazione, e quando infine la flotta d'assalto salpò dall'Avana in ottobre finì dispersa in pochi giorni dopo essere incappata in un uragano nel Golfo del Messico. Gálvez dovette impiegare quasi un mese per radunare nuovamente le sue navi a L'Avana.
Poco dopo l'apertura delle ostilità con la Spagna, il comandante delle forze britanniche in Florida generale John Campbell, preoccupato per il misero stato delle difese della regione, richiese immediatamente dei rinforzi e iniziò a costruire delle fortificazioni addizionali. All'inizio del 1781, la guarnigione di Pensacola consisteva in un reggimento di fanteria britannico (il 16th Regiment of Foot), un battaglione del 60th Regiment of Foot e una compagnia della Royal Artillery; a queste unità si unirono poi un reggimento di mercenari tedeschi provenienti dal Principato di Waldeck-Pyrmont e due battaglioni di Lealisti provenienti dalle colonie americane, il The Maryland Loyalist Battalion e il Pennsylvania Loyalists. In aggiunta, erano disponibili diversi gruppi di guerrieri nativi americani provenienti dalle tribù alleate dei britannici: dopo la caduta di Mobile nel marzo 1780, tra i 1 500 e i 2 000 indiani erano accorsi a Pensacola da varie parti della regione per rinforzarne le difese; questi gruppi includevano principalmente guerrieri Choctaw e Muscogee, con questi ultimi più numerosi. Subito prima dell'attacco spagnolo, tuttavia, solo 800 guerrieri indiani erano rimasti a Pensacola visto che Campbell, non rendendosi conto che l'azione era imminente, ne aveva distaccati 300 per altre operazioni; durante l'assedio il numero degli indiani calò ulteriormente a 500, visto che i Muscogee decisero di assumere un ruolo più neutrale abbandonando il campo dei britannici e mettendosi a commerciare rifornimenti tanto con gli assedianti che con gli assediati: solo i Choctaw rimasero fedeli ai britannici.
Gálvez aveva ottenuto nel 1779 una dettagliata descrizione delle difese britanniche grazie al resoconto di un suo aiutante inviato a Pensacola con la scusa di discutere la restituzione di alcuni schiavi fuggiaschi, sebbene da allora Campbell avesse apportato numerose modifiche alle fortificazioni. Le difese di Pensacola all'inizio del 1781 consistevano nella piazzaforte di Fort George, costituita da un muraglione di terra sormontato da una palizzata che fu ricostruita sotto la direzione di Campbell nel 1780, con a nord da una ridotta battezzata "Prince of Wales Redoubt" e a nord-est una seconda ridotta detta "Queen's Redoubt", anch'essa costruita nel 1780. Campbell fece inoltre realizzare una batteria d'artiglieria, chiamata Fort Barrancas Colorada, a protezione dell'entrata della baia di Pensacola

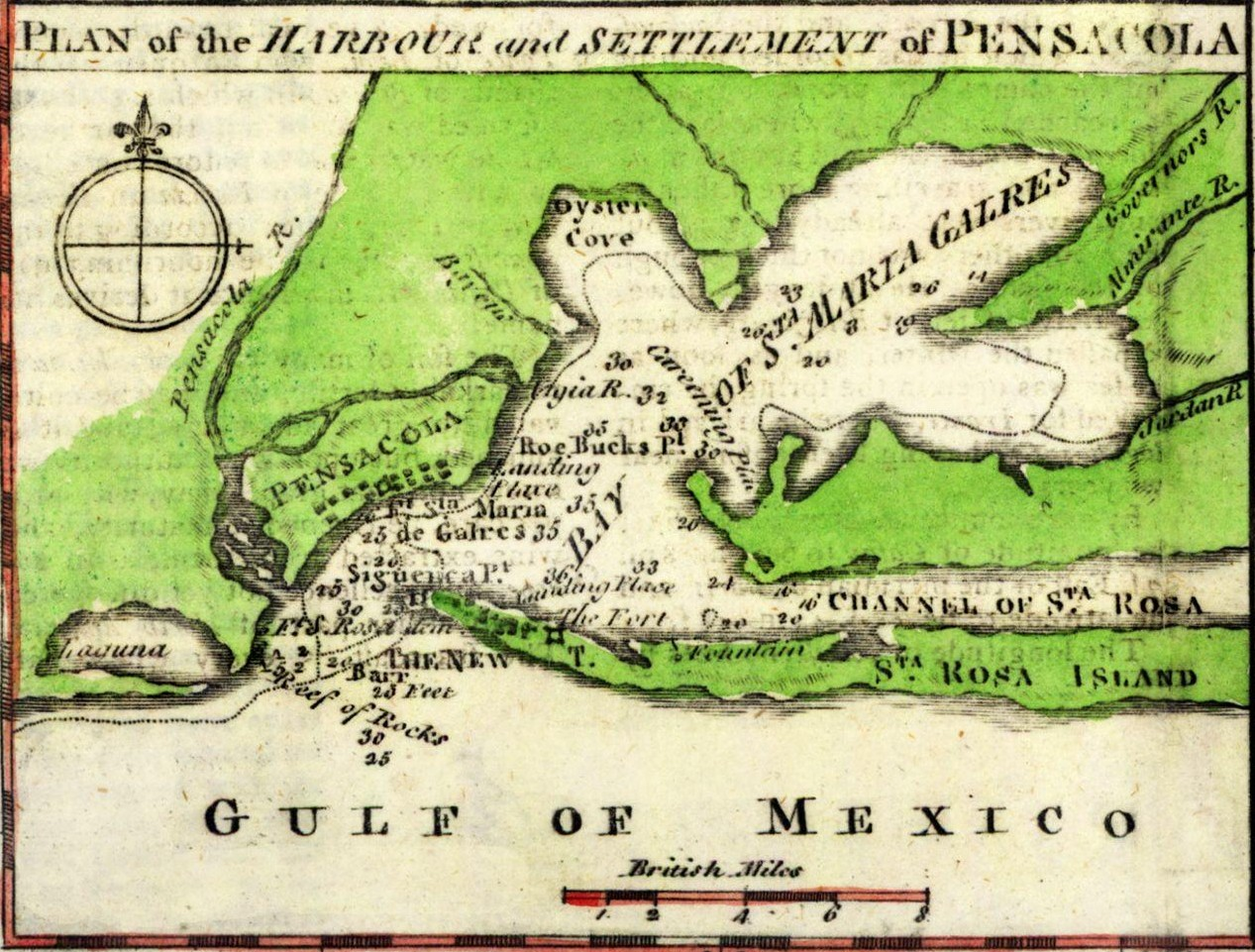
Una carta del 1763 raffigurante la baia di Pensacola

Gálvez fece imbarcare le sue forze a bordo di una vasta flotta agli ordini del capitano José Calvo de Irazabal. Le truppe regolari al comando del governatore consistevano in 1 300 soldati del Reggimento Maiorca e del Regimento Hibernia, un'unità di espatriati irlandesi agli ordini di Arturo O'Neill (poi governatore della Florida spagnola), cui si aggiungevano alcuni miliziani creoli e di colore provenienti da Cuba; Gálvez diede inoltre disposizioni perché ulteriori truppe affluissero a Pensacola da New Orleans e Mobile.
La forza di spedizione spagnola salpò dall'Avana il 13 febbraio 1781; arrivando davanti alla baia di Pensacola il 9 marzo, Gálvez fece subito sbarcare alcune truppe sull'isola di Santa Rosa Island che chiudeva l'imboccatura della baia: gli irlandesi del Regimento Hibernia assaltarono la batteria d'artiglieria che presidiava l'isola, la quale tuttavia fu trovata indifesa, e sbarcarono dei cannoni con cui iniziarono a prendere di mira le navi britanniche che cercavano riparo nella baia. Tuttavia si rivelò difficoltoso per gli spagnoli far entrare le loro navi nella baia, proprio come era accaduto l'anno prima nella presa di Mobile: furono sbarcati rifornimenti su Santa Rosa per ridurre il pescaggio dei bastimenti, ma dopo che il vascello da 64 cannoni san Ramon finì incagliato su un bassofondo mentre tentata di entrare nella baia il capitano Calvo de Irazabal ordinò di sospendere ogni ulteriore tentativo; inoltre sembrava che alcuni cannoni britannici avevano gittata sufficiente per coprire l'accesso alla baia.
Gálvez impiegò la sua autorità di governatore per assumere il comando diretto delle navi provenienti dalla Louisiana: imbarcatosi sul Gálveztown, il 18 marzo il governatore guidò l'unità su per il canale d'accesso alla baia, seguito poi da altre tre navi e dimostrando così che il tiro dell'artiglieria britannica era inefficace. Gálvez inviò quindi al resto della flotta una dettagliata descrizione del canale, e le restanti unità navali spagnole fecero il loro ingresso nella baia il giorno seguente; ritenuto compiuto il suo incarico di portare a destinazione la forza d'attacco, il capitano Calvo salpò quindi per fare rientro a L'Avana.

## L'assedio

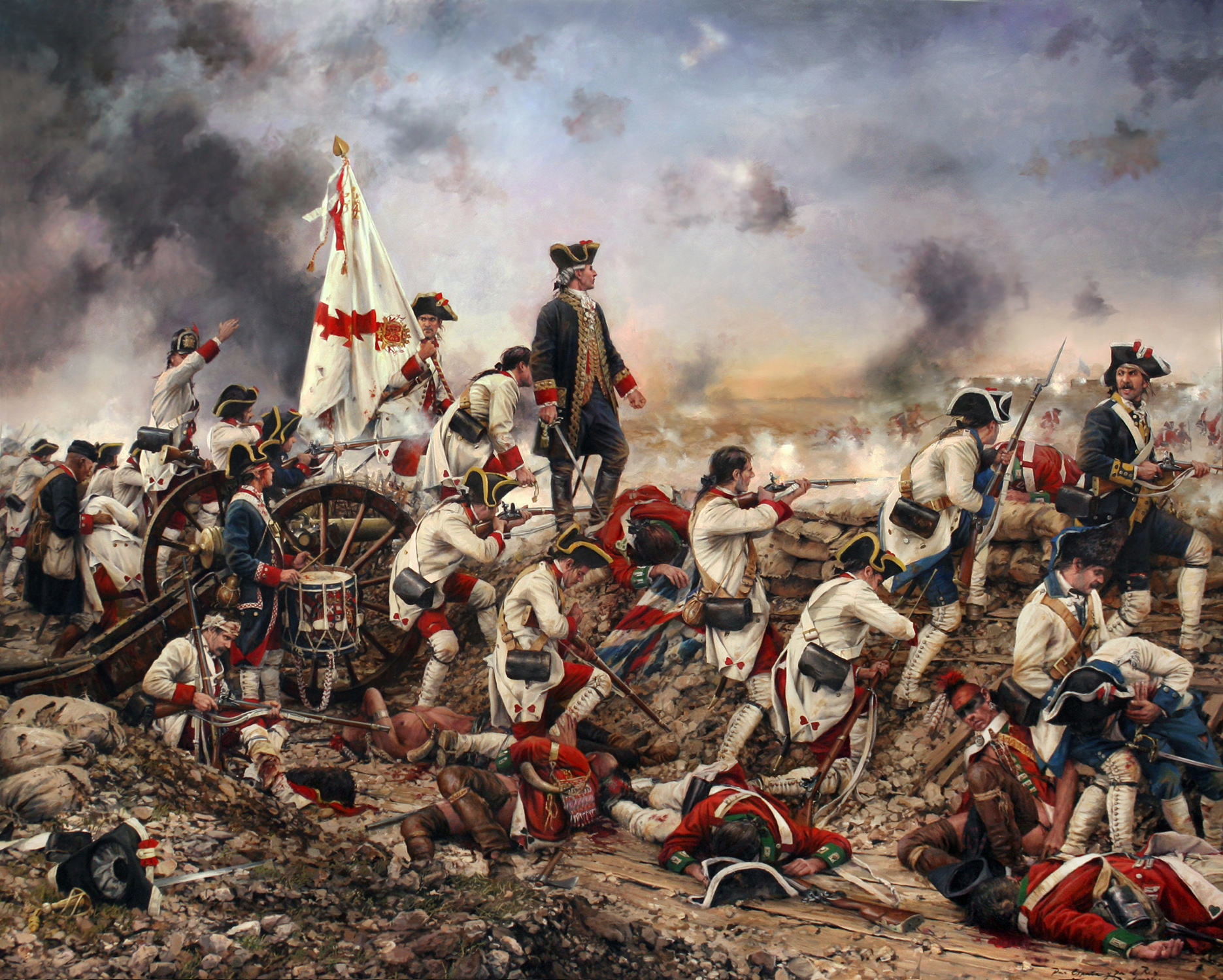
Bernardo de Gálvez durante l'assedio di Pensacola in un quadro di Augusto Ferrer-Dalmau

Il 24 marzo le forze spagnole iniziarono ad avvicinarsi alle difese britanniche. O'Neill assunse l'incarico di guidare l'avanguardia: dopo essere penetrati nella baia, i ricognitori spagnoli sbarcarono sulla terraferma e respinsero nel pomeriggio del 28 marzo un contrattacco lanciato da 400 guerrieri Choctaw; l'avanguardia spagnola si ricongiunse quindi con le truppe arrivate via terra da Mobile.
Durante le prime settimane di aprile gli irlandesi di O'Neill perlustrarono le fortificazioni di Pensacola: a maggior distanza dalla città si trovava la ridotta di Crescent, seguita dalla ridotta Sombrero e quindi da Fort George. Le forze spagnole stabilirono un accampamento e iniziarono estesi lavori per un assedio: varie centinaia di portatori iniziarono a trasportare rifornimenti e armamenti sul campo di battaglia, mentre i genieri scavarono trincee e ridotte oltre a una strada coperta di avvicinamento alle fortificazioni nemiche, da cui proveniva un costante fuoco d'artiglieria. Il 12 aprile lo stesso Gálvez venne ferito mentre ispezionava i lavori: il comando delle operazioni sul campo passò quindi al colonnello José de Ezpeleta.
Un secondo contrattacco da parte dei Choctaw fu lanciato il 19 aprile, portando a un'interruzione dei lavori d'assedio; quello stesso giorno fu poi avvistata una grossa flotta che si avvicinava all'imboccatura della baia: dopo alcuni timori che potesse trattarsi di una spedizione di rinforzo britannica, le navi in questione si rivelarono una flotta congiunta franco-spagnola comandata dall'ammiraglio José Solano y Bote salpata da L'Avana con a bordo truppe addizionali per gli assedianti agli ordini del maresciallo Juan Manuel de Cagigal; rapporti circa l'avvistamento di una squadra navale britannica diretta in zona erano pervenuti a L'Avana, e il comando spagnolo aveva deciso di inviare subito dei rinforzi a Gálvez. Le navi franco-spagnole imbarcavano 1 700 marinai e 1 600 soldati, portando il totale delle forze assedianti Pensacola a circa 8 000 uomini; una volta sbarcate le truppe, Solano decise di rimanere a incrociare in zona con i suoi 21 vascelli onde dare assistenza alle forze di Gálvez.
Il 24 aprile i Choctaw lanciarono un terzo attacco alle posizioni spagnole: cinque spagnoli furono feriti, tra cui il cugino di O'Neill sottotenente Felipe O'Reilly. Due giorni dopo, truppe britanniche compirono una sortita dalla Queens Redoubt, fa furono respinte dagli esplorati di O'Neill. Il 30 aprile l'artiglieria spagnola aprì il fuoco, segnalando l'avvio dell'attacco su ampia scala alle difese di Pensacola; tuttavia, il Golfo del Messico si trovò a sperimentare un periodo di violente tempeste, e un uragano colpì duramente la flotta spagnola tra il 5 e il 6 maggio: le navi dovettero essere ritirate al largo per paura che le violente ondate le scagliassero contro la costa. Il blocco fu mantenuto dalle forze di terra, anche se ora le trincee spagnole erano inondate di fango; per rinsaldare il morale, Gálvez ordinò di distribuire alle truppe una razione giornaliera di brandy.

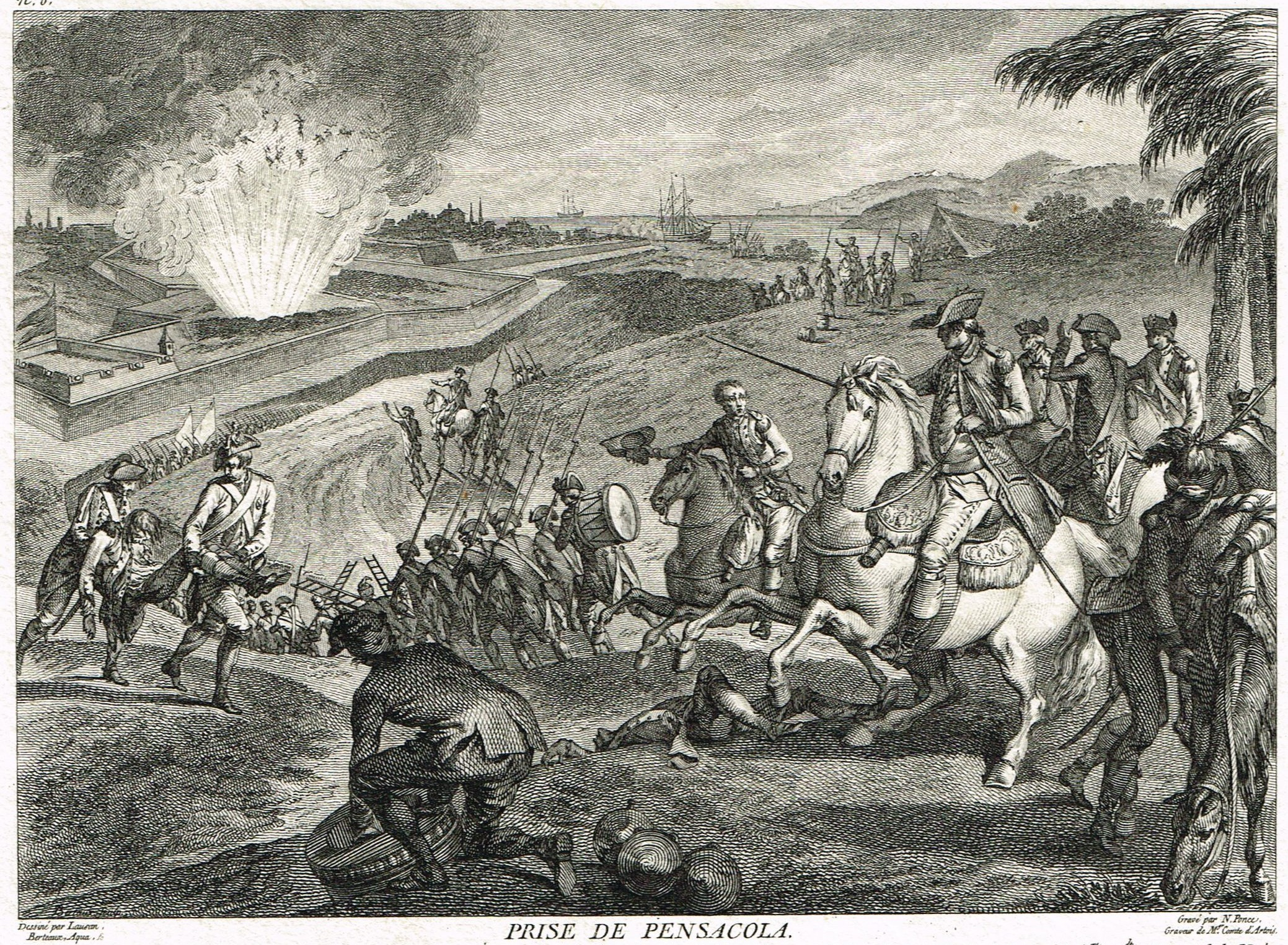
Una stampa del 1783 raffigurante l'esplosione del magazzino delle munizioni della ridotta Crescent, episodio chiave dell'assedio

All'inizio di maggio Gálvez rimase sorpreso dall'arrivo di una delegazione di capi Muscogee che si offrirono di vendere delle vettovaglie agli spagnoli; Gálvez concordò l'acquisto di alcuni capi di bestiame, e chiese loro di appellarsi ai loro compagni che combattevano per i britannici affinché cessassero i loro attacchi. L'8 maggio un colpo di obice spagnolo centrò in pieno il deposito delle munizioni della ridotta di Crescent causando una devastante esplosione: 57 soldati britannici rimasero uccisi sul colpo, e il colonnello Ezpeleta guidò velocemente la fanteria leggere spagnola in una carica per catturare la postazione devastata. Gli spagnoli mossero poi dei pezzi d'artiglieria dentro quanto restava delle fortificazioni di Crescent e aprirono un tiro diretto sulla ridotta Sombrero e su Fort George; l'artiglieria britannica di Fort George rispose al tiro, ma si ritrovò ben presto soverchiata dalla maggior potenza di fuoco degli spagnoli. Due giorni dopo, avendo ormai compreso che l'ultima linea di difesa non avrebbe resistito ancora a lungo a un simile sbarramento, il generale Campbell dovette con riluttanza ordinare la resa di Fort George e della ridotta Prince of Wales; nel pomeriggio del 10 maggio la guarnigione britannica alzò una bandiera bianca su Fort George: più di 1 100 regolari britannici e coloniali furono presi prigionieri, oltre a 102 morti e 105 feriti. Le forze spagnole registrarono invece 74 morti e 198 feriti (94 morti e 202 feriti secondo un'altra fonte.
Gálvez in persona accettò la resa del presidio britannico, atto che di fatto faceva cessare il controllo britannico della Florida occidentale. La flotta spagnola lasciò Pensacola per L'Avana il 1º giugno per preparare ulteriori assalti ai possedimenti britannici nella regione dei Caraibi; O'Neill fu lasciato a Pensacola come nuovo governatore della Florida occidentale.

## Conseguenze
I termini dell'atto di resa firmato da Campbell comprendevano la capitolazione dell'intera Florida occidentale, e portarono alla cattura della guarnigione britannica, di grosse quantità di materiali e rifornimenti e dello sloop-of-war da 18 cannoni HMS Port Royal che si trovava all'interno della baia. La delegazione dei capi Muscogee che durante l'assedio si era recata a commerciare con gli spagnoli agì probabilmente su ordine di Alexander McGillivray, un commerciante di sangue misto: benché egli fosse un Lealista e rivestisse il grado di colonnello della milizia britannica, era anche da lungo tempo un avversario delle intrusioni dei coloni americani nelle terre degli indiani ed era visto da molti Muscogee come la loro guida. Divenuto nel 1783 il più importante capo dei Muscogee che vivevano nel territorio di Little Tallassee sul fiume Tallapoosa (vicino all'odierna Montgomery, supportò l'occupazione spagnola della Florida occidentale e nel 1784 negoziò il trattato di Pensacola con cui la Spagna si impegnò a rispettare l'autonomia del territorio abitato dagli indiani.
La flotta spagnola portò i prigionieri britannici presi a Pensacola a L'Avana, da dove furono poi inviati a New York per uno scambio di prigionieri; tale azione causò forti proteste da parte dei ribelli americani, ma questi scambi erano una routine nelle guerre dell'epoca e Gálvez ottenne così la librazione di diversi soldati e marinai spagnoli dalla dura prigionia a bordo delle navi prigione britanniche. Gálvez e i suoi soldati furono accolti da eroi quando arrivarono a L'Avana: il re Carlo III di Spagna promosse Gálvez al grado di tenente generale e lo fece governatore tanto della Florida quanto della Louisiana; per disposizione regia, in ragione del fatto che Gálvez stesso aveva forzato per primo l'imboccatura della baia di Pensacola il governatore ottenne di aggiungere al suo stesso stessa il motto Yo Solo ("io solo").